# Presa de Moragahakanda
La presa de Moragahakanda ( Singalès : මොරගහකන්ද ව්‍යාපෘතිය ), oficialmente conocido como embalse de Kulasinghe,  es una presa de gravedad, es uno de los proyectos más grandes y complejos llevados a cabo a Moragahakanda , esta presa es atravesada por el río Amban cerca del municipio de Elahera, en el distrito de Matale, Sri Lanka. La construcción empezó el 25 de enero de 2007 y finalizó el 2018. El proyecto Morgahakanda / Kaluganga es el último de los proyectos del sistema de presas de Mahaweli Authority.
Este proyecto implica la construcción de la presa Moragahakanda junto con la presa Kalu Chollo donde las aguas acumuladas por ambas presas sirven para abastecer los sistemas de regadío locales y para la generación de energía hidroeléctrica. Los dos proyectos tienen un longitud aproximada de 10 km.
El coste del desarrollo del sistema de ambas presas fue aproximadamente de 48,145 mil millones de Rs. Este proyecto está siendo llevado a cabo por las empresas Holdings de SMEC y Sinohydro.

## Historia
La actual presa está situada en el mismo emplazamiento que una antigua presa ya existente, la presa Moragahkanda fechada en el 111 D.C. construida por el Rey Vasabha.

### Plan de desarrollo de Mahaweli
Según el plan de desarrollo de Mahaweli de 1968, el desarrollo de Mahaweli se dividió en tres proyectos denominados A, B y C de los cuales el último proyecto 'C' fue el embalse polivalente de Moragahakanda. El 1977 se modificó el proyecto y se inició el Plan Acelerado de Mahaweli Schemei (AMS) y se acabó en 6 años. Sin embargo, Moragahakanda no formaba parte del plan del AMS. El gobierno de la J.R. Jayewardene conseguiría después financiar el proyecto gracias a inversiones de Japón, pero disturbios en la zona atrasaron el proyecto. El proyecto empezó finalmente el enero del 2015 durante el gobierno de Maithripala Sirisena y la construcción de la presa se acabó el 2018.

## Características del embalse
La presa Moragahakanda, tiene una capacidad de almacenamiento de 521.000.000 m 3 de agua,  y una elevación de 185 m .
Consta además de 2 presas secundarías por seguridad. La presa de Kalu chollo y la de Moragahakanda están ambas unidas por un canal.

## Usos principales

### Regadío
El agua de ambas presas, Moragahakanda y Kalu Chollo , se utiliza principalmente para apoyar a las necesidades agrícolas de una área aproximada de 81,42 ha. Esta agua produjo un aumento de la producción de arroz de la zona en un 81 % ( 109,000 t ), aumentado los beneficias en unos 1.46€ millones, anualmente.

### Pesca
El embalse también ha creado una zona de pesca en las cuales se obtiene una cantidad de 4700 t, el equivalente monetario de 1,45€ millones, anualmente.

### Suministro de agua
Junto con la presa de Kalu Chollo, se ha obtenido un aumento de 64,000,000 m³ de agua potable y se ha asegurado un suministro de agua para las industries suficiente hasta el 2032, este suministro aparte de a la misma provincia también abastece regiones como Matale, Anuradhapura, Trincomalee, y Polonnaruwa.

### Generación de electricidad
El agua del pantano de Moragahakanda se utiliza para alimentar la central hidroeléctrica de Moragahakanda, la cual genera unos 25 megavatios. Se aproxima que la sustitución de la energía proveniente de la crema de combustibles fósiles por la hidroeléctrica ahorrará hasta 2,20 mil millones de euros anuales.
La construcción de la estación eléctrica tuvo un coste aproximado de 337,92 millones de euros.

## Carreteras y puentes
La construcción de la presa también requirió la construcción de carreteras de acceso múltiple y el desvío de las carreteras principales existentes, así como la construcción de los 300m de largo del puente de Moragahakanda el cual tuvo un coste de 308 millones de Rs.

## Cambio de nombre
El 23 de julio de 2018, bajo el gobierno del presidente Maithreepala Sirisena, la presa fue renombrada con el nombre de Presa de Kulasinghe , en memoria de un prestigioso ingeniero civil de Sri Lanka que sirvió en varios proyectos por todo el país.